# David B. Mellish
David Batcheller Mellish (* 2. Januar 1831 in Oxford, Massachusetts; † 23. Mai 1874 in Washington, D.C.) war ein US-amerikanischer Politiker. Er vertrat in den Jahren 1873 und 1874 den Bundesstaat New York im US-Repräsentantenhaus.

## Werdegang
David Batcheller Mellish besuchte öffentliche Schulen. Er machte eine Lehre zum Drucker in Worcester und unterrichtete dann an Schulen in Massachusetts, Maryland und Pennsylvania. Dann zog er nach New York City, wo er als Korrekturleser (proofreader) arbeitete. Mellish war Reporter für die New York Tribune. Er arbeitete dann zehn Jahre lang als Stenograf in der Polizeibehörde von New York City. 1871 wurde er zum Assistant Appraiser für Handelswaren in Port of New York ernannt. Politisch gehört er der Republikanischen Partei an.
Bei den Kongresswahlen des Jahres 1872 für den 43. Kongress wurde Mellish im neunten Wahlbezirk von New York in das US-Repräsentantenhaus in Washington D.C. gewählt, wo er am 4. März 1873 die Nachfolge von Fernando Wood antrat. Er starb allerdings am 23. Mai 1874 in Washington D.C. und wurde auf dem Hillside Cemetery in Auburn beigesetzt.